# María Tranquilina Recuero
María Tranquilina Recuero (Ciudad de Panamá, Panamá, 6 de julio de 1869 — Ibidem, 1953) fue una escritora e investigadora panameña, autora del libro Breve Historia del Periodismo en Panamá y precursora de la designación de la flor del Espíritu Santo como la flor nacional.

## Biografía
Cursó estudios primarios en el Colegio de la Esperanza en Panamá y secundarios en Santa Bárbara High School en Kignston, Jamaica.
En la década de 1940 impulsó el movimiento para solicitar al gobierno de Panamá la designación de la orquídea Peristeria elata, comúnmente conocida como Flor del Espíritu Santo como la flor nacional. La solicitud fue acogida en 1980.
Su padre construyó en 1914 la casa cobalto en el Casco Antiguo de la ciudad, la cual aun pertenece a la familia Recuero.

## Obras
- Breve historia del periodismo en Panamá, 1935: reseña histórica del periodismo en Panamá entre 1820 y 1928